# Felipe Greco
Felipe Greco é um escritor brasileiro. Escreveu o roteiro da adaptação para quadrinhos de Dom Casmurro, com a qual ganhou o Prêmio Jabuti em 2013 e o Troféu HQ Mix em 2014.